# SIMP J013656.5+093347
SIMP J013656.5+093347 (förkortat SIMP0136) är en ensam stjärna i den södra delen av stjärnbilden Fiskarna. Den har en skenbar magnitud av ca 12,56 och kräver ett teleskop för att kunna observeras. Baserat på parallax enligt Gaia Data Release 3 på ca 163,4 mas, beräknas den befinna sig på ett avstånd på ca 20 ljusår (ca 6 parsek) från solen. Stjärnans position förskjuts årligen på grund av dess egenrörelse med ca 1,24 bågsekund i den högra uppstigningen.
År 2018 noterade astronomer:"Att upptäcka SIMP J01365663+0933473 med VLA genom dess norrskensradiostrålning, innebär också att vi kan ha ett nytt sätt att upptäcka exoplaneter.” Man tror att dessa magentiska dynamomekanismer kan fungera inte bara för bruna dvärgar, utan också i både gasjätte- och stenplaneter. Under observationen med VLA detekterades endast en puls för SIMP0136. Magnetflödet för SIMP0136 uppskattades till 3,2 kG.

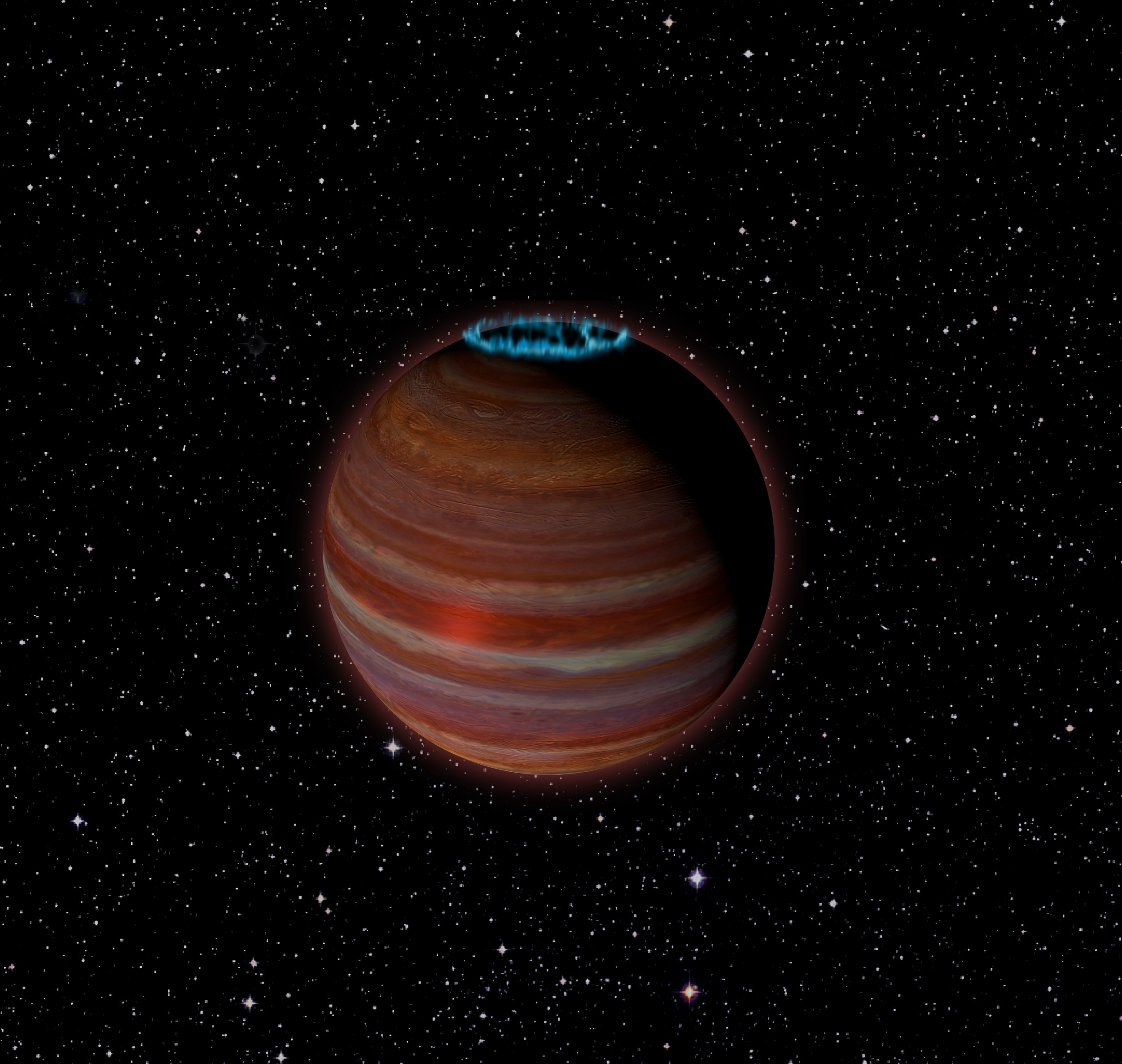
Konstnärens tolkning av SIMP J013656.5+093347 och dess aurora.

## Egenskaper
SIMP J013656,5+093347 är en brun dvärgstjärna av spektralklass T2.5 C. Den har en massa som är ca 12,7 jupitermassor, en radie som är ca 1,2 jupiterradier och en effektiv temperatur av ca 1 100 K.
Denna bruna dvärg gav de första bevisen för periodiska variationer i variabilitetsflödet hos T-dvärgar. Variationerna har tolkats som ett tecken på vädermönster som kommer in i och ut ur sikte över stjärnans rotationsperiod på 2,4 timmar. Ljuskurvan utvecklas över en tidsskala av dygn, vilket har tolkats som ett tecken på utvecklingen hos molnmönster i dess atmosfär.
År 2017 tillkännagavs att objektets massa kan vara så låg som 12,7 jupitermassor och kan betraktas som en fri planet snarare än en brun dvärg eftersom den verkar ingå i den relativt unga, 200 miljoner år gamla stjärnrörelsegruppen Carina-Near.